# Reading
Reading (pronunțat [ˈɹɛ.dɪŋ]) este un oraș și o Autoritate Unitară în regiunea South East England.